# Inopeplus oeneomicans
Inopeplus oeneomicans es una especie de coleóptero de la familia Salpingidae.

## Distribución geográfica
Habita en Jamaica.